# Vandring og cykling på nedlagte jernbaner i Danmark
Det danske jernbanenet nåede sin største udstrækning i slutningen af 1929. Vandring og cykling på nedlagte jernbaner i Danmark blev muligt efter at cirka halvdelen er nedlagt. Arealerne fra de nedlagte strækninger blev typisk solgt til landmænd og husejere langs banen og er blevet til marker og haver. Eller der er bygget veje på dem.
Men der findes over 1000 km, hvor tracéet er bevaret og let kan kendes i landskabet på linjeføringen, som var snorlige eller havde en svag, regelmæssig krumning og ofte gik over banedæmninger eller gennem banegrave, så stigningen ikke blev for stor. Nogle af disse strækninger er helt tilgroede. Eller de er indhegnede, så man skal spørge om lov til at færdes på dem. Men langt de fleste er tilgængelige, og de nedlagte baner har fået voksende rekreativ og sportslig betydning efterhånden som myndighederne har anlagt regulære stier på dem.

## Listernes indhold
Nedenstående lister – opdelt på landsdele – viser de nedlagte jernbaner. En bane betragtes som "nedlagt", når erhvervsmæssig trafik er ophørt, også selv om skinnerne ligger der endnu og der måske køres med veterantog eller skinnecykler. Der er ikke i Danmark en fast praksis for at nedlægge baner officielt, fx er Sallingbanen aldrig blevet nedlagt, selvom skinnerne blev taget op i 1985-87 og der har været cykelsti på den i mange år. Listerne omfatter derfor også strækninger, der er lukket, men ikke officielt nedlagt. En sådan strækning skal naturligvis fjernes fra listen, hvis erhvervsmæssig trafik genoptages.
Listerne viser også nedlagte tracéer på eksisterende strækninger som fx Aarhus-Randers, hvor tracéet mellem Laurbjerg og Langå to gange er omlagt i forbindelse med opførelse af nye broer over Gudenåen.
Listerne viser de strækninger på den enkelte bane, hvor tracéet er bevaret. Hvis der er et internt link til banens egen side, indeholder den billeder med koordinater fra de bevarede strækninger, normalt med udvalgte billeder i selve artiklen og henvisning til en mere omfattende billedserie på Wikimedia Commons. Billederne er så vidt muligt taget i banens retning, som den er defineret i artiklens overskrift. Dette er fraveget, hvis en strækning kun er tilgængelig fra den modsatte retning eller hvis modlys fra lavthængende sol har gjort det nødvendigt at fotografere "bagud".

## Klassifikation
Endelig giver listerne følgende klassifikation af de bevarede strækningers belægning og farbarhed på cykel eller til fods:
| Kode          | Beskrivelse                                                          | Cykelsti  | Gangsti   |
| ------------- | -------------------------------------------------------------------- | --------- | --------- |
| Uden skinner: |                                                                      |           |           |
| A             | Asfalt, beton eller anden fast belægning                             | God       | God       |
| G             | Fast grus eller stenmel                                              | Middelgod | God       |
| J             | Jord (måske pløret), sand eller løse sten – og græsset kan være højt | Dårlig    | Middelgod |
| V             | Vanskeligt farbar pga. tilgroning                                    | Nej       | Dårlig    |
| Med skinner:  |                                                                      |           |           |
| S             | Ballast og sveller                                                   | Nej       | Middelgod |
| SV            | Ballast og sveller, vanskeligt farbar pga. tilgroning                | Nej       | Dårlig    |
| SG            | Skinner i gadebelægning (oftest brosten)                             | Dårlig    | Middelgod |

Helt tilgroede eller afspærrede strækninger er ikke med på listen, men kan være fotograferet på afstand. Strækninger der lå i gader, f.eks. havnebaner, er kun medtaget, hvis der er ringe biltrafik på stedet nu. Steder med meget eller tung trafik er ikke med, da de kun i begrænset omfang egner sig til færdsel til fods og ikke til decideret vandring eller cykling. De kan dog til gengæld være fotograferet.
Planlagte baner, både kommende og opgivne, er ikke medtaget, da de falder udenfor listens definition. Visse steder hvor der er foretaget anlægsarbejder, kan det dog være muligt at færdes på eller langs strækningen ligesom ved nedlagte baner.
En anden kode efter en skråstreg (/) betyder, at der ved siden af tracéet går en mere farbar sti eller vej, hvorfra tracéet kan overskues.
Løb er ikke nævnt særskilt, men normalt vil kun strækninger, der er karakteriseret som cykelsti, være egnet til løb.

## Samletabel
Km bevaret og tilgængeligt banetracé pr. landsdel/kode:
| Landsdel         | A    | G    | J   | V   | S   | SV  | SG | Total |
| ---------------- | ---- | ---- | --- | --- | --- | --- | -- | ----- |
| Nordjylland      | 95   | 145½ | 15  | 3½  | 3½  | 0   | 1  | 263½  |
| Vestjylland      | 78   | 115  | 2   | 3½  | 24  | 0   | 0  | 222½  |
| Østjylland       | 138½ | 76½  | 19  | 6   | 49½ | ½   | 0  | 290   |
| Sydjylland       | 24½  | 33   | 10½ | 1½  | 0   | 40½ | 0  | 110   |
| Sønderjylland    | 8½   | 27   | 4½  | 1   | 36  | 2½  | 0  | 79½   |
| Fyn og Langeland | 40½  | 34   | 8½  | 1½  | 44  | ½   | 0  | 129   |
| Sjælland         | 67   | 42½  | 5   | 2½  | 9   | 0   | 2  | 128   |
| Lolland-Falster  | 3½   | 22   | ½   | 1   | 30  | 0   | 0  | 57    |
| Bornholm         | 18   | 14   | 1½  | 0   | 0   | 0   | 0  | 33½   |
| Hele Danmark     | 473½ | 509½ | 66½ | 20½ | 196 | 44  | 3  | 1313  |

## Nordjylland

### Aalborg-Frederikshavn
| Strækning                          | Km | Kode |
| ---------------------------------- | -- | ---- |
| Frederikshavn: Markedsvej-Asylgade | ½  | A    |

### Frederikshavn-Skagen
| Strækning                            | Km | Kode |
| ------------------------------------ | -- | ---- |
| Lerbæk Markvej                       | ½  | G    |
| Elling: Elling Å-Elling Tømmerhandel | 0  | V    |
| Skagen: Hedevej-Buttervej            | 0  | A    |
| Skagen: Olaviusvej-SkagenHallen      | ½  | A    |

### Skagen Havnebane[1]
| Strækning                        | Km | Kode |
| -------------------------------- | -- | ---- |
| Skagen: Chr. X's Vej-Auktionsvej | ½  | S    |

### Hjørring-Løkken-Aabybro
| Strækning                                       | Km | Kode |
| ----------------------------------------------- | -- | ---- |
| Sønderlev/Villerupvej V                         | 0  | G    |
| Lønstrup/Nejstvej fra Østersøvej til Lophavevej | 1  | G    |
| Lønstrup/Lophavevej S                           | 0  | V    |
| Alstrupvej N                                    | 0  | J    |
| Jelstrupvej 107-9                               | 0  | G    |
| Jelstrupvej 107-9 S                             | 0  | J    |
| Jelstrupvej 62 S                                | 0  | V    |
| Gølstrup/Løkkensvej S                           | 0  | V    |
| Sønder Rubjerg/SØ for Smedevej                  | 0  | J    |
| Åsendrup Banesti forbi Løkken Golfklub          | 2  | G    |
| Vrensted/Ingstrupvej N                          | ½  | J    |
| Ingstrup Station N                              | 1  | V    |
| Mod NØ fra Lerbækvej                            | 0  | J    |
| NØ for Løkkenvej ved Pandrup                    | 0  | V    |
| Pandrup: Purkærvej-Torvegade                    | ½  | G    |
| Pandrup/Rugmarken-Jetsmarkhallen N              | 1  | A    |
| Kås: Jetsmarkhallen S-skoleafdelingen           | ½  | A    |
| Røde Hedevej-Tranekærvej                        | 1  | G    |
| Ryå: Gl. Vedstedvej-Ryå Station                 | ½  | G    |

### Hjørring-Hørby
| Strækning                                      | Km | Kode |
| ---------------------------------------------- | -- | ---- |
| Hjørring/Skyttegården N                        | 0  | G    |
| Hjørring: Agerhønevej-Sanglærkevej             | ½  | G    |
| Hjørring: Bagterp Plantage                     | ½  | J    |
| Spangerhedevej V-Ø                             | ½  | G    |
| Lørslev: Troldnæsvej og indkørsel til Troldnæs | ½  | G    |
| Dæmning V for Højmarksvej i Tårs               | 0  | V    |
| Tårs: Søparken-Lindely                         | ½  | G    |
| Tårs/Risdalvej Rønly-Bjørnstrupvej             | ½  | G    |
| Sønder Graumvej-Sørupvej                       | 0  | V    |
| Sørupvej NØ-Askebjergvej V                     | 1  | J    |
| Dæmning S for Askebjergvej                     | 0  | V    |
| Sæsing/Stenskrogvej SØ                         | 0  | V    |

### Vodskov-Østervrå
| Strækning                                 | Km | Kode |
| ----------------------------------------- | -- | ---- |
| Vodskov/Attrupvej 15-Uggerhalne/Ledvej SV | 2  | G    |
| Frederikshvile-Hjallerup                  | 1  | G    |
| SØ for Bjørnholm Station                  | ½  | G    |
| Kirkholt NV                               | ½  | G    |
| Mylund: Tårsvej-Koldbrovej                | 1  | J    |

### Thisted Havnebane
| Strækning                      | Km | Kode |
| ------------------------------ | -- | ---- |
| Thisted Station-Thisted Rådhus | ½  | G    |

### Thisted-Fjerritslev
| Strækning                                       | Km | Kode |
| ----------------------------------------------- | -- | ---- |
| Vandet/Klitmøllervej mod S                      | ½  | G    |
| Østerild/Gl. Aalborgvej-Tovsig-Vesløs/Mommervej | 7  | G    |
| Vesløs/Markedsvej-Tømmerby/Tømmerbyvej          | 3  | G    |
| Fjordvej V                                      | 0  | G    |
| Fjordvej/Lundfjordvej over Lund Fjord           | 1½ | G    |
| Vustholmevej-Vester Torup/Toftholmvej           | 3  | G    |
| Vester Torup/Stationsvej Ø                      | ½  | G    |
| Vester Torup/længere Ø for Stationsvej          | 0  | V    |
| Klim/Terpvej S mod V                            | 0  | V    |
| Klim/Terpvej S mod Ø                            | 1  | G    |
| Thistedvej 205 Ø                                | ½  | V    |
| Østerkær-Fjerritslev/Industrivej                | 2  | G    |

### Nørresundby-Fjerritslev
| Strækning                                                                 | Km | Kode |
| ------------------------------------------------------------------------- | -- | ---- |
| Voerbjerg/Søndergårdsvej 23 S                                             | ½  | V    |
| Voerbjerg/Søndergårdsvej 23                                               | 0  | G    |
| Vadum Banesti Aalborg Vandskistadion-Vadum/Millevej                       | 3½ | G    |
| Vadum Banesti Vadum/Nervøsvej-Rullebanen                                  | ½  | A    |
| Rullebanen NV                                                             | 0  | J    |
| Vadum Banesti Nørlang/Vævergårdsvej-Biersted/Svendbjerggårdsvej           | 2  | G    |
| Banestien Biersted/Stationsvej-Aabybro/Torvealle                          | 5  | A    |
| Aabybro: Østergade-Postvænget                                             | 0  | A    |
| Aabybro/Postvænget V                                                      | 0  | G    |
| Aabybro/Viaduktvej-Ryå/Gl.Landevej                                        | 1  | A    |
| Ryå/Gl.Landevej-Birkelse/Bindeleddet                                      | 1½ | G    |
| Birkelse/Vedsted Kærvej-Ulveskovvej                                       | 2½ | J    |
| Halvrimmen: Nørre Øksevej-Gl. Kongevej                                    | 0  | G    |
| Søgårdsvej-Vilsbæksminde Kanal                                            | 1½ | G    |
| Brovst: Industrivej/Faldborggade V                                        | 0  | G    |
| Brovst/Tranumvej-Skovsgård/Poststrædet                                    | 1½ | A    |
| Årup/Flegumvej-Årup Hede-Bonderup/Trekronervejen                          | 6  | G    |
| Bonderup/Skræmvej-Myager-Skræm Station                                    | 2  | G    |
| Skræm Station-Husby-Ågård Skov-Fjerritslev/Lejrmarksvej                   | 4½ | G    |
| Fjerritslev/Bygholmvejlevej Ø langs nordsiden af stikvej til Lejrmarksvej | ½  | J    |
| Fjerritslev: Bygholmvejlevej V-Bakkevej                                   | 0  | J    |

### Nørresundby-Sæby-Frederikshavn
| Strækning                                             | Km | Kode |
| ----------------------------------------------------- | -- | ---- |
| Syrestien Nørresundby: Strandgade-Nordre Havnegade    | ½  | A    |
| Nørresundby: Nordre Havnegade NØ                      | 0  | SV   |
| Nørresundby: Cementvej-Røgildsvej                     | 0  | J    |
| Nørresundby/Lerbækvej                                 | 0  | A    |
| Nørresundby: Langs Nørre Uttrup Lystbådehavn          | 1  | J    |
| Nørresundby: Sydvestlige ende af Kystvejen            | ½  | G    |
| Vodskov: Peter Jensens Vej-Grønningen                 | 0  | J    |
| N for Bragenholtvej                                   | 0  | J    |
| Langholt Banesti Langholt/Rønhøj-E45                  | 1½ | J    |
| Vester Hassing: Krusevej-Bakkedraget                  | 0  | A    |
| Vester Hassing/Hovgårdsvej-Gandrup/Teglværksvej       | 2  | G    |
| Borgerstien Gandrup/Borgergade-rute 583               | ½  | A    |
| Rute 583-Gåser Å                                      | ½  | G    |
| Gettrup Skov-Bolle Engvej                             | 2  | J    |
| SØ for Karensborgvej 29                               | ½  | J    |
| Dronninglund: Rørholtvej-Slotsgade                    | ½  | A    |
| Dronninglund: NØ for Østre Ringgade 3                 | ½  | G    |
| Milholt                                               | ½  | G    |
| Hønborgvej SV                                         | 0  | G    |
| Ørsø: Ledvogtervej Ø                                  | ½  | J    |
| SØ for Ørsøvej fra nr. 138 til Skelgårdsvej           | 0  | J    |
| Agersted/Banen                                        | 0  | G    |
| Meller Storevej S                                     | ½  | G    |
| Idskovhedevej 5-9                                     | ½  | G    |
| Dybvad: Gl. Siversletvej N                            | 0  | J    |
| Estrupvej S                                           | 0  | J    |
| Hørbybane Stien Hørby: Hjørringvej-Nobisvej           | 0  | A    |
| S for Rønbrovej                                       | 1  | V    |
| Sæby:Tranåsvej-Nordensvej                             | ½  | G    |
| Havnebane Stien Sæby: Rosenvej-Søndre Ringvej         | ½  | A    |
| Sæbybanestien Sæby/Boelsmindevej-Letholtvej           | 2½ | A    |
| Letholtvej-E45                                        | 0  | J    |
| Risbjergvej                                           | ½  | G    |
| Jegenvej                                              | 0  | G    |
| Sæbybanestien Frederikshavn: Skovalleen-Bangsbohallen | ½  | A    |
| Sæbybanestien Frederikshavn: Møllehus Alle-Vinkelvej  | 1½ | A    |

### Frederikshavn Havnebane
| Strækning              | Km | Kode |
| ---------------------- | -- | ---- |
| Stationen-Havnepladsen | ½  | S    |
| Kragholmen-Silderøn    | ½  | S    |

### Svenstrup-Aars-Hvalpsund
| Strækning                                                                      | Km | Kode |
| ------------------------------------------------------------------------------ | -- | ---- |
| Ved Svenstrup Station                                                          | 0  | A    |
| Bjergbanestien Svenstrup/Lejrevej NV-Godthåb/Tostrupvej                        | 2½ | A    |
| Hammerværkstien Tostrupvej-Hammerværket                                        | ½  | G    |
| Bjergbanestien Godthåb station V-Tostrup trinbræt                              | 2  | G    |
| Bjergbanestien Tostrupbrovej-Store Restrup-Sønderholm Hedevej                  | 1½ | G    |
| Bjergbanestien Vokslevvej-Nyrup Mark-Binderup-Skalhuse Ø                       | 3½ | G    |
| Bjergbanestien Skalhuse V-Nibe/Nørregade                                       | ½  | G    |
| Nibe: Koldsmindevej-Sygehusvej                                                 | 0  | G    |
| Naturstien Nibe-Hvalpsund Nibe/Aalborgvej-Lundbæk-Sebbersund/rute 567          | 3  | A    |
| Sebbersund/rute 567 SV                                                         | 0  | J    |
| Naturstien Nibe-Hvalpsund Sebbersund-Halkær-Hedegårde-Vegger/Hedegårdvej       | 8  | A    |
| Naturstien Nibe-Hvalpsund Vegger: Skivumvej-Aagade                             | 0  | A    |
| Naturstien Nibe-Hvalpsund Vegger/Fælledvej-Skivum-Langdal-Blære/Blærevej       | 4½ | A    |
| Naturstien Nibe-Hvalpsund Blære SV-Svenstrupgårde-Aars/Blærevej NV             | 5  | A    |
| Aars: Blærevej NV-Aggersundvej                                                 | 0  | J    |
| Naturstien Nibe-Hvalpsund Aars: Aggersundvej-Tolstrup Byvej                    | ½  | A    |
| Naturstien Nibe-Hvalpsund Aars: Tolstrup Byvej S-Lille Tingvej                 | 1  | A    |
| Aars: Lille Tingvej-Himmerlandsgade                                            | 0  | A    |
| Aars/Nygårdsvej-Løgstørvej                                                     | 1½ | G    |
| Naturstien Nibe-Hvalpsund Løgstørvej-Pisselhøj-Jelstrupgårde-Havbro/Løgstørvej | 3½ | A    |
| Havbro/Gamborgvej S                                                            | ½  | G    |
| Fandrup/Dammergårdsvej SV                                                      | 0  | G    |
| Fandrup/Borgergade SV                                                          | 0  | G    |
| Ullits/Banevolden NØ                                                           | 0  | G    |
| Hestbækvej V-Hvalpsund Familie Camping                                         | 1½ | A    |
| Sundsøre                                                                       | 0  | S    |

### Aalborg Havnebane
| Strækning                                                             | Km | Kode |
| --------------------------------------------------------------------- | -- | ---- |
| Østre Alle-Sønderbro                                                  | 1  | S    |
| Fyensgade-Karolinelundsvej                                            | 0  | J    |
| Karolinelundsvej-Østerbro                                             | 0  | G    |
| Gasværksvej-Olievej                                                   | ½  | S    |
| Benzinvej-Rørdal                                                      | ½  | S    |
| Aalborg Station/km 2,0-Østeraadalen-Gug-Lundergårde-Gistrup-Østhavnen | 0  | S    |

### Aalborg-Hadsund
| Strækning                                                                    | Km | Kode |
| ---------------------------------------------------------------------------- | -- | ---- |
| Gammel Gistrupvej-Gistrup/Stammen                                            | ½  | G    |
| Gistrup: Stammen-Hadsundvej                                                  | 1  | A    |
| Limfjordsruten Gistrup/Hadsundvej-Klarup-Stranderholm-Storvorde/Vandværksvej | 7½ | A    |
| Storvorde: Vandværksvej-Doravej                                              | 0  | A    |
| Storvorde/Tofthøjvej-Sejlflod/Banevænget                                     | 1  | A    |
| Sejlflod/På østsiden af Banevænget                                           | 0  | J    |
| Sejlflod/Karen Palsgårds Vej-Gudumholm/Hotelsti                              | 2½ | A    |
| Gudumholm Skole-Gudumholm Kirkegård S                                        | ½  | G    |
| Gudumholm Kirkegård S-Louisendal-Vaarst Skolevej                             | 4  | A    |
| Hadsundruten Vaarst Banevej-Lindenborg Å-Komdrup/Østergårdsvej               | 4½ | A    |
| Komdrup: Østergårdsvej-Refsnæsvej                                            | ½  | G    |
| Kongerslev: Idrætscentret SØ                                                 | 0  | A    |
| Kongerslev: Kongensgade SØ-Danmarksgade                                      | ½  | A    |
| Kongerslev: F. La Cours Vej 6-8-Seefeldtslundvej                             | 0  | J    |
| Hadsundruten Seefeldtslundvej 10-Randrup-Svanfolk Bakker                     | 2½ | A    |
| Hadsundruten Bjerregårdsvej 1-Bælum/Østergade                                | 3  | A    |
| Østkystruten Bælum/Stationsvej SØ-Solbjerg By-Solbjerg Station N             | 4  | A    |
| Østkystruten Solbjerg Stationsby/Hurupvej-Veddum-Skelund Hovedgade           | 5  | A    |
| Skelund:Skelund Hovedgade-Hedegaard                                          | 0  | J    |
| Østkystruten Skelund/Idrætsvej S-Alsvej                                      | 1½ | A    |
| Østkystruten Høgholt SV-Visborg/Havnøvej                                     | 2½ | A    |
| Østkystruten Visborg Station SV                                              | ½  | A    |

### Hadsund Havnebane
| Strækning                               | Km | Kode |
| --------------------------------------- | -- | ---- |
| Hadsund Nord Station-Hadsund Trafikhavn | ½  | SG   |

### Hobro Havnebane
| Strækning                        | Km | Kode |
| -------------------------------- | -- | ---- |
| Hobro: Stationen-Skivevej        | ½  | G    |
| Hobro: Mejericentret-Ålykkevej N | ½  | J    |
| Hobro: Ålykkevej N-Brogade       | 1  | A    |
| Hobro: Brogade-Skibsgade         | ½  | SG   |

### Hobro-Aalestrup
| Strækning                               | Km | Kode |
| --------------------------------------- | -- | ---- |
| Hobro/Nordre Ringvej-Tobberup N         | 1½ | J    |
| Døstrup/Finderupvej SØ                  | ½  | V    |
| Finderupvej-Døstrup/Svinget             | 1  | G    |
| Døstrup: Døstrupvej-Døstrup Station     | 0  | G    |
| Rørbæk/Hovgårdsvej                      | ½  | G    |
| Rørbæk/Hovgårdsvej-Simested Å           | ½  | J    |
| Bratbjergvej V                          | ½  | G    |
| Nørager: Grynderupvejen N-Kathrinevej V | 1  | G    |
| Nørager: Kathrinevej-Nøragervej         | 0  | A    |
| Torup/Torupvej NØ                       | 0  | V    |
| Boldrupvej 148 Ø-V                      | 1  | G    |
| Simested: Langs Mejerivej               | 0  | V    |
| Simested: Eveldrupvej Ø-V               | 0  | G    |
| Aalestrup: Nordre Ringvej SV-Borgergade | ½  | J    |

### Viborg-Aalestrup
| Strækning | Km  | Kode |
| --- | --- | ---- |
| Himmerlandsstien Viborg: Stationen-Vestermarksvej S                                                                                 | 3   | A    |
| Viborg: Vestermarksvej S-Petersmindevej                                                                                             | ½   | J    |
| Viborg/Vestermarksvej-Himmerlandsstien                                                                                              | 0   | J    |
| Himmerlandsstien Viborg/Vestermarksvej NV-Jegstrupvej Vest (Margrethelund trinbræt)                                                 | ½   | A    |
| Himmerlandsstien Margrethelund-Løgstrup-Hjarbæk-Kølsen-Nederhede-Skals-Skringstrup-Nørdam-Møldrup-Hvam Stationsby-Aalestrup/Busgade | 33½ | G    |

### Aalestrup-Løgstør
| Strækning                                                                  | Km | Kode |
| -------------------------------------------------------------------------- | -- | ---- |
| Himmerlandsstien Aalestrup/Testrupvej-Østerbølle-Østrup-Aars/Stenildhøjvej | 14 | G    |
| Himmerlandsstien Aars: Stenildhøjvej-Banegårdsvej                          | 1  | A    |
| Himmerlandsstien Aars: Himmerlandsgade-Golfklubben                         | 2½ | A    |
| Himmerlandsstien Aars Golfklub-Hornum/Torvet                               | 4½ | G    |
| Himmerlandsstien Hornum: Torvet-Kirkevej                                   | ½  | A    |
| Himmerlandsstien Hornum/Kirkevej-Øjesø-Gatten-Vindblæs-Løgstør/Danmarksvej | 19 | G    |
| Løgstør: Danmarksvej-Bredgade                                              | 0  | A    |
| Løgstør: Bredgade-stationen                                                | ½  | G    |

## Vestjylland

### Lemvigbanen: Lemvig Havnebane
| Strækning                | Km | Kode |
| ------------------------ | -- | ---- |
| Lemvig: Stationen-Havnen | 2  | S    |

### Lemvigbanen: Harboøre-Knopper-Thyborøn
| Strækning                        | Km | Kode |
| -------------------------------- | -- | ---- |
| Harboøre/Vandværksvej-Havdiget   | 1  | G    |
| Havdiget-Thyborøn/Vesterhavsgade | 7½ | A    |

### Skive Havnebane
| Strækning                            | Km | Kode |
| ------------------------------------ | -- | ---- |
| Skive: Langå-Struer-banen-Skive Havn | 2½ | S    |

### Skive-Glyngøre
| Strækning                                                                         | Km | Kode |
| --------------------------------------------------------------------------------- | -- | ---- |
| Skive: Øst for Nørre Boulevard Havnevej-sti til Højlundsvej                       | 1  | A    |
| Salling Natursti Skive Station-Dølbyvej NØ                                        | 3  | A    |
| Skive/rundkørslen rute 26/rute 551-Resen/Frugtparken                              | ½  | J    |
| Salling Natursti Resen-Dølbyvad-Lyby-Jebjerg-Roslev-Tinghøj-Durup-Bysted-Glyngøre | 25 | G    |

### Nykøbing Mors-Vodstrup
| Strækning                        | Km | Kode |
| -------------------------------- | -- | ---- |
| Nykøbing Mors: Gasværksvej-Eghøj | ½  | G    |
| Nykøbing Mors/Eghøj              | 0  | J    |
| Vodstrup/Bjørndrupvej V          | 0  | V    |

### Skive-Spøttrup
| Strækning                                                                       | Km | Kode |
| ------------------------------------------------------------------------------- | -- | ---- |
| Vestsallingstien Skive Golfklub-Hem V                                           | 4  | A    |
| Vestsallingstien Ballingvej SV-Brøndum                                          | 1½ | A    |
| Vestsallingstien Brøndum NV-Volling SØ                                          | ½  | A    |
| Vestsallingstien Vollingvej-Balling/Posthusvej                                  | 1  | A    |
| Vestsallingstien Ø og V for Ågade 31 Ø for Ramsing                              | ½  | A    |
| Ramsing: Ågade 25                                                               | 0  | G    |
| Vestsallingstien Ramsing/Rønne Alle-Vejby Station-Vejby/Gadekæret V (Højgård S) | 2  | A    |
| Vejby SV                                                                        | 0  | J    |
| Vestsallingstien Lem/Ringvej-Brodal Station                                     | ½  | A    |
| Vestsallingstien Betryk-Rødding/Fasanvej                                        | 3½ | A    |

### Langå-Struer: Gennem Ravnstrup
| Strækning                                        | Km | Kode |
| ------------------------------------------------ | -- | ---- |
| Liseborgvej 47 Ø                                 | ½  | G    |
| Liseborgvej 47-Brodersensminde                   | ½  | V/J  |
| Viborg/Jegindøvej NV                             | ½  | V    |
| N og S for Møgelkjærvej                          | ½  | V/G  |
| Ravnstrup/Kirkevej mod SØ fra Damvej til svinget | ½  | G    |

### Langå-Struer: Syd om Skive
| Strækning                     | Km | Kode |
| ----------------------------- | -- | ---- |
| Brårupgade-Søndre Boulevard   | ½  | G    |
| Søndre Boulevard V-Herningvej | 1½ | G    |

### Ringkøbing Havnebane
| Strækning     | Km | Kode |
| ------------- | -- | ---- |
| Kastengevej V | 0  | G    |

### Ringkøbing-Ørnhøj-Holstebro
| Strækning                                                                  | Km | Kode |
| -------------------------------------------------------------------------- | -- | ---- |
| No/Gl.Stationsvej-Stampevej                                                | ½  | G    |
| Hjortmosevej Ø                                                             | ½  | G    |
| Flytkær V                                                                  | 1½ | G    |
| Natursti via den gamle bane ved Spjald Bilringvej V-Ø                      | ½  | G    |
| Natursti via den gamle bane ved Spjald Bilringvej Ø                        | 0  | G    |
| Natursti via den gamle bane ved Spjald Kærhusvej V-Spjald/Blomstermarken   | 1  | G    |
| Natursti via den gamle bane ved Spjald Spjald: Blomstermarken-Muldbjergvej | 0  | A    |
| Spjald/Ådraget-Muldbjerg                                                   | 1½ | G    |
| Muldbjerg Byvej 24                                                         | 0  | J    |
| Muldbjerg/Nørregårdvej-Sønderkær SV                                        | 3  | G    |
| Sønderkær NØ-Grønbjerg/Algade                                              | 2½ | G    |
| Grønbjerg: Nylandsvej N                                                    | 1  | G    |
| Spåbæk SV                                                                  | ½  | G    |
| Ørnhøj N                                                                   | ½  | J    |
| V for Halkjærvej                                                           | 1  | G    |
| Voldsted Bjerg-Vind                                                        | 1  | G    |
| Vindby/Vingtoft                                                            | 0  | J    |
| Vindby/Østergård                                                           | ½  | G    |
| Vind Plantage                                                              | ½  | J    |
| Rute 11-Sørvad/Bavneparken                                                 | 2½ | G    |

### Herning-Viborg
| Strækning                                                                    | Km  | Kode |
| ---------------------------------------------------------------------------- | --- | ---- |
| Alhedestien Herning/Knudsvej-Nybo-Sunds/Sundsvej                             | 7½  | A    |
| Alhedestien Sunds/Sundsvej-Nørremark-Ilskov-Gedhus-Kølvrå-Karup Å NØ         | 15  | A    |
| Alhedestien Karup/Genvej-Frederiks/Rønne Alle SV                             | 6   | A    |
| Alhedestien Frederiks/Rønne Alle NØ-Skelhøje/Volden                          | 4   | A    |
| Alhedestien Skelhøje/Ravnsbjergvej-Bækkelund-Hald Ege-Viborg/Marsk Stigs Vej | 12½ | A    |

### Skjern-Videbæk
| Strækning                                                             | Km  | Kode |
| --------------------------------------------------------------------- | --- | ---- |
| Skjern: Stationsterrænet                                              | ½   | S    |
| Skjern: Bredgade (Aldis P-plads)-Ringvejen                            | ½   | G    |
| Skjern: S for Ferrodanvej                                             | 0   | J    |
| Skjern: N for søen V for Støberivej-Kongsholm-Sædding-Herborg Station | 12½ | S    |
| Herborg/Skolevej-Videbæk/Søndergade                                   | 2½  | G    |
| Videbæk: Mejeriet-Gammel Kongevej                                     | ½   | G    |
| Videbæk: Gammel Kongevej-Rutebilstationen                             | 0   | A    |

### Troldhede-Grindsted
| Strækning                                                                 | Km | Kode |
| ------------------------------------------------------------------------- | -- | ---- |
| Troldhede: Stationen-Buen                                                 | 0  | V    |
| Troldhede/Buen SV-Borrisvej V                                             | 1  | G    |
| Hedebyvej                                                                 | 0  | G    |
| Sønder Felding/Gl. Skolevej N for Skjernvej                               | ½  | G    |
| Sønder Felding: Skjernvej-Præstevænget                                    | 0  | G    |
| Sønder Felding/Vardevej-Åskov Golfklub                                    | 1½ | G    |
| Sandetvej N-bro over Østerbjerge Bæk                                      | 0  | J    |
| Sandetvej S                                                               | ½  | J    |
| Sandetvej N                                                               | 0  | G    |
| Stakroge: Borgergade-Stationsvej                                          | 0  | G    |
| Sønder Omme/Rahbeksvej-Birkebæk-Hjortlund-Simmelbæk-Grindsted/Kolstrupvej | 8  | A    |

### Funder-Grindsted
| Strækning                                                                 | Km | Kode |
| ------------------------------------------------------------------------- | -- | ---- |
| Funder-Ejstrup Natursti Funder Station-Broen over Herningbanen            | 2  | G    |
| Funder-Ejstrup Natursti Broen over Herningbanen-Christianshede Stationsby | 4  | A    |
| Funder-Ejstrup Natursti Christianshede Stationsby-Hjøllund N              | 4  | G    |
| N for Hjøllund Station                                                    | 0  | J    |
| Funder-Ejstrup Natursti Hjøllund Station-Hampen-Ejstrupholm/Vestbanen     | 12 | G    |
| Den skæve bane Ejstrupholm/Vestbanen-Lundfod-Usseltoftvej                 | 7½ | G    |
| Usseltoftvej V                                                            | 0  | J    |
| Fløvej NØ                                                                 | ½  | G    |
| Fløvej SV                                                                 | ½  | V    |
| Brande: Blichersvej-Brande Station                                        | ½  | V    |
| Den skæve bane Brande/Blichersvej-Drantum-Blåhøj/Buelundvej               | 11 | G    |
| Den skæve bane Blåhøj S-Filskov-Grindsted/Kolstrupvej                     | 15 | G    |

### Nørre Nebel-Tarm
| Strækning                                 | Km | Kode |
| ----------------------------------------- | -- | ---- |
| Langs Fiskesøen N for Nørre Nebel         | ½  | G    |
| Fiskesøen-Skrumsager Mark                 | 1  | V    |
| Skrumsager Mark-Sønder Bork/Anerbjergevej | 1  | G    |
| Vejrupsøvej N                             | ½  | G    |
| Nørre Bork Plantage                       | 1  | G    |

### Nørre Nebel-Nymindegab
| Strækning                                        | Km | Kode |
| ------------------------------------------------ | -- | ---- |
| Nørre Nebel: Klintingvej-Blåbjergvej             | ½  | G    |
| Nørre Nebel/Blåbjergvej-Nymindegab/Vesterhavsvej | 6½ | S    |
| Nymindegab: Egetoften SØ-Lyngtoften              | 0  | A    |
| Nymindegab: Lyngtoften-forgrening i klitterne    | 2  | G    |
| Klitterne ved Nymindegab: Vestsporet             | 0  | J    |
| Klitterne ved Nymindegab: Østsporet              | 0  | J    |

## Østjylland

### Mariager-Fårup-Viborg
| Strækning                                                                     | Km  | Kode |
| ----------------------------------------------------------------------------- | --- | ---- |
| Mariager-True-Vester Tørslev-Handest-Fårup                                    | 19½ | S    |
| Fårup S over Skalsådalen                                                      | 1   | J    |
| Hammershøj: Nørbækvej-Jernbanegade                                            | ½   | G    |
| Hammershøj/Hyldemosevej-Kvorning-Mollerup-Ørum/Vingevej                       | 7½  | A    |
| Ørum/Vestergade SV                                                            | 0   | A    |
| Nørreåstien Velds Huse-Viskum-Vejrumbro-Tapdrup-Bruunshåb-Viborg/Gl.Aarhusvej | 16  | A    |
| Viborg: Teglmarken-Lyngvej                                                    | ½   | A    |

### Randers-Hadsund
| Strækning                                          | Km | Kode |
| -------------------------------------------------- | -- | ---- |
| Randers: Benzonvej-Tjærbyvej                       | ½  | S    |
| Randers: Tjærbyvej-Udbyhøjvej                      | 0  | J    |
| Randers: Udbyhøjvej mod NØ                         | ½  | S    |
| Dronningborg Idrætscenter-Gimming-Lem/Hadsundvej   | 3½ | G    |
| Lem/Hadsundvej-Vejlagervejen-Spentrup/Jennumvej    | 4  | A    |
| Fra Spentrup/Birke Alle mod NØ                     | 2½ | G    |
| Gjerlev/Blenstrupvej mod NØ                        | 0  | J    |
| Gjerlev/Vestergade 29 SØ                           | ½  | J    |
| Fra Østermarksvej mod V                            | 0  | V    |
| Øster Tørslev Station-Stangerumvej N               | ½  | V    |
| Vinstrup/Markleddet NØ                             | 0  | V    |
| Dalbyover/Elmelundsvej-Møgelvangsvej-Bavnehøjvej   | 1  | J    |
| Vindmølleparken, Dalbynedervej                     | ½  | G    |
| Havndal: Vellinggårdsvej-Jydestien V               | 0  | G    |
| Havndal/Søndervej-Trudsholm-Nebstrup-Norup-Å Mølle | 7  | G    |
| Å Mølle-Hadsund Syd                                | 2½ | A    |
| Hadsund Syd: Mariagervej-Banevej                   | ½  | G    |

### Randers Havnebane
| Strækning                         | Km | Kode |
| --------------------------------- | -- | ---- |
| Energikajen                       | 0  | SG   |
| Kulholmsvej                       | 0  | SG   |
| Kulkajen                          | 0  | SG   |
| Kornkajen                         | 0  | SG   |
| Øst for Strømmen Station-Grenåvej | ½  | SV   |
| Grenåvej-Tronholmen               | ½  | S    |

### Randers-Ryomgård
| Strækning                                                               | Km | Kode |
| ----------------------------------------------------------------------- | -- | ---- |
| Strømmensbro S                                                          | ½  | A    |
| Randers S-Strømmen-Romalt-Volkmølle-Uggelhuse-Floes-Allingåbro          | 19 | S    |
| Allingåbro: Stationen-emballagefabrikken                                | 0  | J/A  |
| Allingåbro: Emballagefabrikken-Broagervej                               | 0  | J/A  |
| Banestien Allingåbro-Ryomgård Allingåbro/Broagervej-Auning/Vestergade   | 4½ | A    |
| Auning Station                                                          | 0  | G    |
| Banestien Allingåbro-Ryomgård Auning Station S-Energivej                | ½  | A    |
| Banestien Allingåbro-Ryomgård Auning/Energivej-Pindstrup/StoregadeHolen | 3½ | G    |
| Banestien Allingåbro-Ryomgård Pindstrup/Storegade/Holen-Marie Magdalene | 4½ | A    |
| Marie Magdalene: Fra banestien til en have                              | 0  | G    |
| Ryomgård: SuperBrugsen-stationsarealet                                  | 0  | SV   |

### Ryomgård-Gjerrild-Grenaa
| Strækning                                         | Km | Kode |
| ------------------------------------------------- | -- | ---- |
| Gjerrildbanestien Ryomgård-Kærende                | 4½ | G    |
| Frederikslundvej N                                | ½  | V    |
| Gjerrildbanestien Nimtofte Camping-Ramten         | 4  | G    |
| Gjerrildbanestien Stenvad-Hytten                  | 1½ | G    |
| Gjerrildbanestien Hytten-Tranehuse Station        | 1½ | G    |
| Gjerrildbanestien Tranehuse-Glesborg Kær V        | 3  | G    |
| Gjerrildbanestien Glesborg Kær Ø-Hemmed Møllevej  | 1½ | G    |
| Gjerrildbanestien Hemmed Kirkevej-Stokkebro       | 5  | G    |
| Gjerrild Vandrerhjem-Rødeled Vej                  | 1  | G    |
| Sandsporet-Tornled Station                        | 1  | G    |
| Tornled-Veggerslev                                | ½  | G    |
| "Tyskerbanen": Stokkebro NV-Gjerrild Nordstrand S | 1½ | G    |
| Tulipanvej-Åstrupvej                              | 0  | A    |
| Det krumme spor Korsgade-Djursgade                | 0  | G    |
| Korsgade-Djursgade                                | 0  | G    |
| Øster Alle-Jernbanevej-Banevang-Ymersvej          | ½  | G    |

### Grenaa Havnebane
| Strækning                       | Km | Kode |
| ------------------------------- | -- | ---- |
| Grenaa Station-Bredstrupvej     | 4½ | S    |
| Grenaa: Plantagevej-Kattegatvej | ½  | S    |

### Ebeltoft-Trustrup
| Strækning                                                | Km | Kode |
| -------------------------------------------------------- | -- | ---- |
| Gravlevstien Ebeltoft/Vibæk Skovvej-Dråby-Skærsø-Gravlev | 8  | G    |
| Hyllested: Dæmningen                                     | ½  | G    |
| Hyllested: Stokbækvej-Stormosevej                        | 0  | J    |
| Balle: Ø for Søndervang                                  | 0  | V/A  |
| Balle: Søndervang/Mejerivej-Vestergade                   | ½  | G    |
| Lykkesholm S-Abildgårdsvej 35                            | 1½ | G    |
| Abildgårdsvej: 26-28 NV                                  | ½  | J    |
| Århusvej 215 S                                           | ½  | J    |
| Trustrup: Århusvej-Lyngbyvej                             | ½  | G    |

### Silkeborg-Kjellerup-Rødkærsbro
| Strækning                                                                   | Km | Kode |
| --------------------------------------------------------------------------- | -- | ---- |
| Kjellerupstien Lysbro/Herningvej-Hvinningdal-Øster Bording/Øster Bordingvej | 4½ | A    |
| Kjellerupstien Sinding Hovvej-Skægkær/Skægkær Banevej                       | 1½ | A    |
| Kjellerupstien Skægkær/Sindingvej-Lemming/Lemming Brovej                    | 4½ | A    |
| Lemming Station-Hinge Station                                               | 3  | J    |
| NØ for Lundmosevej og parallelt med den                                     | 0  | J    |
| Kjellerup/Skovbrynet Ø                                                      | ½  | V    |
| Kjellerup: Skovbrynet-Træengen                                              | ½  | G    |
| Kjellerup: Træengen-Jernbanegade                                            | ½  | A    |
| Sjørslevvej S (Bakkeskov)                                                   | ½  | J    |
| Østervandetvej V                                                            | 0  | G    |

### Aarhus-Hammel-Thorsø
| Strækning                                             | Km | Kode |
| ----------------------------------------------------- | -- | ---- |
| Dæmning med udsigt over banegraven i Aarhus           | 0  | J    |
| Viby: Rosenholms Alle-Åhave Parkvej                   | ½  | J    |
| Viby: Fra Damager Kollegiet til Damtoften             | ½  | J    |
| Viby: Damtoften-Aarhus Syd motorvejen                 | 0  | G    |
| Viby: Norringholmsvej-stikrydset Ø for Døde Å         | 0  | J    |
| Brabrandstien fra stikrydset Ø for Døde Å til skoven  | ½  | A    |
| Stautrup: Fra den østlige ende af skoven til Bispevej | 1  | J/A  |
| Stautrup/Bispevej-Constantinsborg trinbræt            | 3  | G    |
| Fra Constantinsborg trinbræt til en mark              | 0  | J    |
| Ø for Ormslev stationsby                              | 0  | J    |
| Fra E45 til Edelhofvej trinbræt                       | 1  | V    |
| Harlev/Rødlundvænget-Lillering Skov                   | ½  | J    |
| S for Hørslevvej langs Mjøn                           | ½  | V/G  |
| Skovby: Schødtsmindevej-Wedelslundvej                 | 1  | G    |
| Galten/Smedeskovvej NØ                                | 0  | J    |
| Låsby Stationsby: Langs Kjærlingsvej                  | 0  | J    |
| Indkørsel SV for Røgenvejen                           | 0  | G    |
| Farre Mark/Lyngholmvej 20-Viborgvej                   | 1  | G    |
| Hammel: Under Fuglebakkevej og gennem Hammel Skov     | 1  | G    |
| Fra Hammel Skov til Guldsmedevej                      | ½  | J    |

### Aarhus-Randers: Laurbjerg-Langå
| Strækning                                     | Km | Kode |
| --------------------------------------------- | -- | ---- |
| Laurbjerg/Brogesvej-Langå/Den gamle Gudenåbro | 1½ | A    |
| Langå: Den gamle Gudenåbro-Skovkrogen         | 0  | G    |

### Aarhus-Randers: Stevnstrup-Neder Hornbæk
| Strækning                    | Km | Kode |
| ---------------------------- | -- | ---- |
| Stevnstrup/Skovbrynet-Nørreå | ½  | V/G  |
| Fladbrovej 85 SV             | 0  | V/G  |
| Fladbrovej 85 NØ             | 0  | V/G  |

### Laurbjerg-Silkeborg
| Strækning                                                                                 | Km  | Kode |
| ----------------------------------------------------------------------------------------- | --- | ---- |
| Laurbjerg/Ådalsvej-Lilleå                                                                 | 0   | G    |
| Natursti "Gjernbanen" Lilleå-Bøstrup-Thorsø/Sallvej                                       | 11  | A    |
| Natursti "Gjernbanen" Thorsø/Torvet-Grølsted-Fårvang-Horn-Gjern-Sminge-Resenbro/Smingevej | 18½ | A    |
| Resenbro:Dybdalen-Dybdalsvej 31-33                                                        | 0   | J    |
| Gjernstien Resenbro/Dybdalsvej 31-33-Silkeborg/Christian 8's Vej                          | 6   | A    |

### Silkeborg Havnebane
| Strækning                     | Km | Kode |
| ----------------------------- | -- | ---- |
| Drewsensvej-Christian 8's Vej | 0  | S    |
| Christian 8's Vej-Åhavevej    | ½  | G    |

### Horsens-Bryrup-Silkeborg
| Strækning                                                                     | Km  | Kode |
| ----------------------------------------------------------------------------- | --- | ---- |
| Horsens/Hjortevej                                                             | ½   | G    |
| Bryrupbanestien Horsens/Skanderborgvej-Kærgårdsvej                            | 2   | A    |
| Lund: Silkeborgvej-Toftevej                                                   | 1   | G    |
| Lund: Toftevej V                                                              | 0   | G    |
| Lund: DagliBrugsen-Enghavegårdvej                                             | 0   | G    |
| Lund: Silkeborgvej-Vintenvej                                                  | ½   | A    |
| Bryrupbanestien Lund/Vintenvej-Lundum/Torpvej                                 | 3   | A    |
| Bryrupbanestien Lundum Station-Stenbjerg-Østbirk/Sattrupvej S                 | 4½  | A    |
| Bryrupbanestien Østbirk: Skolegade-Ydingvej                                   | ½   | A    |
| Bryrupbanestien Østbirk/Rydalvej-Vestbirk Station                             | 1   | A    |
| Bryrupbanestien Vestbirk/Birknæsvej-Gammelstrup-Tønning/Skolebakken           | 5   | A    |
| Bryrupbanestien Tønning Station-Brædstrup                                     | 3½  | A    |
| Brædstrup: Søndergade Ø                                                       | 0   | G    |
| Bryrupbanestien Brædstrup/Grædstrupvej-Rodvigsballe-Slagballe-Vinding Station | 6   | A    |
| Bryrupbanestien Vinding/Burgårdevej-Bryrup/Rolighedsvej                       | 3   | A    |
| Bryrup/Hovedgaden-Vrads/Lystrupmindevej                                       | 4   | S    |
| Bryrupbanestien Vrads/Lystrupmindevej-Fogstrup-Them-Virklund/Horsensvej       | 12½ | A    |
| Bryrupbanestien Virklund Station-Ørnsø-Silkeborg/Søndre Ringvej               | 4   | A    |

### Lund-Thyregod
| Strækning                               | Km | Kode |
| --------------------------------------- | -- | ---- |
| Lund: Stationsområdet-Amelies Vej       | 0  | G    |
| Rask Mølle: Fra Peter Hansens Vej mod Ø | ½  | J    |
| Uldum: Lilleå NØ                        | 0  | A    |
| Uldum: Fasanvej-Solsortevej             | 0  | G    |
| Springbankevej SØ                       | ½  | V    |
| Hårsbjerg Plantage overskæring Ø        | 1  | V    |
| Hårsbjerg Plantage overskæring V        | 1  | J    |
| Vesterlundvej 74 Ø                      | 0  | J    |
| Vesterlundvej 74-Odderbæk               | 0  | V    |
| Odderbæk-Odderbækvej                    | 0  | J    |

### Rask Mølle-Ejstrupholm
| Strækning                               | Km | Kode |
| --------------------------------------- | -- | ---- |
| Stikvej fra Boringvej mod Raskvej       | 0  | G    |
| Gammel Ålevej-Åle rensningsanlæg        | 2  | G    |
| Klovborg: Sandvadvej-Nygårdsvej         | 0  | G    |
| Klovborg: Stationen-Malundvej           | 1  | G    |
| Ø for stikvejen til Horsensvej 73-75    | 0  | J    |
| Nørre Snede: Genbrugsstationen-rute 13  | 0  | G    |
| Nørre Snede: Rute 13-Falkevej           | ½  | G    |
| Nørre Snede: Grønnegade-Kløvervej       | ½  | G    |
| Omfartsvejen-stikvejen til Brandevej 18 | 1½ | G    |
| V for stikvejen til Brandevej 18        | ½  | V    |

### Horsens Havnebane
| Strækning                           | Km | Kode |
| ----------------------------------- | -- | ---- |
| Grønlandsvej-Sønderbrogade          | ½  | S    |
| Sønderbrogade-Claus Cortsens Gade   | ½  | G    |
| Claus Cortsens Gade-Horsens Station | 0  | S    |

### Horsens-Odder
| Strækning                                                                     | Km | Kode |
| ----------------------------------------------------------------------------- | -- | ---- |
| Horsens/Næsset-Husodde-Strandskoven                                           | 3  | G    |
| Strandskoven-Stensballegård Golfbane                                          | 0  | J    |
| Brakør N-Haldrup/Oddervej                                                     | 2½ | G    |
| Haldrup:Troldumhøjvej-Møllebæk                                                | 0  | J    |
| Søvind: Toftumvej-Humleballesti S                                             | 0  | G    |
| Søvind: Humleballesti N-Humleballe                                            | ½  | A    |
| Langs Søvind Bæk                                                              | ½  | V    |
| Tendrup Vestermark-Hundslund/Langgade                                         | 1  | J    |
| Hundslund-Åkjær natursti Hundslund/Guldagervej-Oldrup-Bilsbæk-Åkær/Horsensvej | 5½ | J    |
| Ørting: Alrøvej-Gyllingvej                                                    | 1  | A    |
| Rodsteensejevej SØ-Odder/Kløvermarksvej                                       | 1½ | G    |

### Odder-Hov
| Strækning                            | Km | Kode |
| ------------------------------------ | -- | ---- |
| Odder: Lundevej-Randlevvej           | 1  | A    |
| Ø for Randlevvej                     | 0  | V    |
| Neder Randlev V                      | ½  | G    |
| Neder Randlev Ø                      | 0  | J    |
| Bovlstrup: Eriksmindevej-Stationsvej | 1  | A    |

### Horsens-Juelsminde
| Strækning                       | Km | Kode |
| ------------------------------- | -- | ---- |
| Dallerup Skov Ø for Ørnstrupvej | 1  | J    |
| Indkørsel Brå Møllevej 12       | 0  | G    |
| Over Bråskov Bæk                | ½  | G    |
| Over Urlev Å NV for Bråskov     | 0  | G    |
| Juelsminde/Lupinvej NØ          | 0  | A    |

## Sydjylland

### Varde-Grindsted
| Strækning                                                    | Km | Kode |
| ------------------------------------------------------------ | -- | ---- |
| Varde Station-stikvej til Gellerupvej                        | ½  | A    |
| Varde: Stikvej til Gellerupvej-indkørsel til Gellerupvej 104 | 1  | G    |
| Varde: Indkørsel til Gellerupvej 104-Østre Omfartsvej V      | ½  | SV/J |
| Næsbjerg: S for Krovej 4                                     | 0  | G    |
| Næsbjerg: Knoldeflodvej-Møgelbjergvej                        | ½  | J    |
| Nordenskov/Heagervej SV                                      | ½  | A    |
| Nordenskov/Heagervej SV                                      | 0  | J    |
| Nord for Abildhede ved teltplads                             | ½  | G    |
| Ansager: Sønderbro-Grødevej                                  | 0  | G    |
| Ansager: Grødevej-Lindegade                                  | ½  | A    |
| Ansager: Åvænget-Vibevej                                     | 0  | A    |
| Mølby Plantage                                               | 0  | G    |
| Bro og dæmning over Grindsted Ådal                           | 0  | V    |
| V for Eg Mosevej                                             | 0  | G    |
| Ø for Urup Kirkevej ved Eg Station                           | 0  | J    |
| Grindsted: Grønningen-Tårnvej                                | 1  | A    |

### Vejle-Vandel-Grindsted
| Strækning                                                | Km | Kode |
| -------------------------------------------------------- | -- | ---- |
| Bindeballestien Vejle: Aagade-Vejledalen                 | 2½ | A    |
| Bindeballestien Vejle: Vejledalen-Buldalen               | 1½ | A    |
| Bindeballestien Vejle: Buldalen-Vandrehjemmet            | 1½ | A    |
| Bindeballestien Bredstenvej-Haraldskær Fabrik Ø          | 3  | A    |
| Bindeballestien Haraldskær Fabrik V-Vingsted/Vingstedvej | 2½ | A    |
| Bindeballestien Vingsted/Kjeldkærvej-Ravning             | 2  | A    |
| Bindeballestien Ravning-Lihmskov-SlotsbjergvejV          | 5½ | G    |
| N for Slotsbjergvej                                      | 0  | V/G  |
| Bindeballe Station                                       | 0  | S    |
| På østsiden af Springbjergvej SØ for Springbjerglund     | 1  | V    |
| Hærvejen S-Hærvejen NØ                                   | 1  | J    |
| Randbøl Kirke SV-Vandel/Gyvelvej                         | 2  | J    |
| Nordre Kirkevej Ø-V                                      | 1  | J    |

### Grindsted-Bramming
| Strækning                                                                                       | Km | Kode |
| ----------------------------------------------------------------------------------------------- | -- | ---- |
| Grindsted/DuPont-Krogager-Tofterup-Agerbæk-Glejbjerg-Vejrup-Vester Bjerndrup-Bramming Station Ø | 40 | SV   |

### Grindsted-Kolding
| Strækning                                                                            | Km | Kode |
| ------------------------------------------------------------------------------------ | -- | ---- |
| Grindsted Å-Plagborgvej                                                              | 0  | V    |
| Grindsted/Plagborgvej-Fugdal-Boldingvej                                              | 4  | A    |
| Hejnsvig: Stationen-Billundvej                                                       | 0  | J    |
| Hejnsvig: Østerbo-Rogusavej                                                          | ½  | G    |
| Hejnsvig: Klodhøjvej-Østermarksvej                                                   | 0  | J    |
| Hejnsvig/Østermarksvej SØ                                                            | ½  | J    |
| Ørnsbjergvej SØ                                                                      | 0  | G    |
| Kolding Landevej P-plads-Fromssejr Plantage-Vorbasse/Nørrebyvej 4                    | 3½ | G    |
| Vorbasse/Østergade 45 NV                                                             | 0  | J    |
| Fittingvej SV                                                                        | ½  | J    |
| Fitting Stationsvej SØ                                                               | 0  | J    |
| Tværvej S                                                                            | ½  | J    |
| Hamborggårdvej Ø                                                                     | 0  | V    |
| Tranestien Gesten: Gesten Kærvej-stationen-Stilundvej                                | 1½ | G    |
| Gesten Mose-Lunderskovvej                                                            | 0  | V    |
| Lunderskovvej-Veerst/Kronborgvej                                                     | 1  | G    |
| Veerst-Hundsholt Natursti Veerst Station Ø-Hundsholtvej                              | 2½ | J    |
| Ferup Station Ø                                                                      | 0  | J    |
| Ferup/Harager V                                                                      | 0  | J    |
| Troldhedestien Ferup/Harager Ø-Dybvadbro-Bramdrupdam-Bramdrupskov-Kolding/Parkskolen | 10 | G    |

### Gesten-Vejen
| Strækning                       | Km | Kode |
| ------------------------------- | -- | ---- |
| Gesten/Hovedgaden 29A indkørsel | 0  | G    |
| Vejen/Park Alle NØ              | ½  | J    |
| Vejen: Park Alle SV-stationen   | 1  | G    |

### Kolding-Egtved
| Strækning                                             | Km | Kode |
| ----------------------------------------------------- | -- | ---- |
| Kolding: Parkskolen N-Troldhedevej                    | 0  | G    |
| Kolding: Troldhedevej-Nordre Ringvej                  | 0  | A    |
| Kolding: Ternevej-Falkevej                            | 0  | G    |
| Kolding/Skovvangen NØ                                 | 0  | G    |
| Banestien Kolding: Kolding Sygehus-Kolding Gymnasium  | ½  | G    |
| Banestien Kolding: Kolding Gymnasium-Kolding Golfklub | ½  | G    |
| Bramdrupdam/Sønderlunden NV                           | 0  | J    |
| Bramdrupdam: Sønderholmsvej-N for Troldhedestien      | ½  | V    |
| Almind: Almind Frø-Kongsholm                          | ½  | G    |
| Hovedvejen V-Hauerballe SØ                            | 1½ | J    |
| Viuf: Nørregade-Viuf Stationsvej 49                   | ½  | G    |
| Viuf Stationsvej 49 mod V                             | ½  | J    |
| Varmkær-Egelandsvej                                   | ½  | G    |
| Gravens/Bramdrupvej-Brakkervej                        | 1  | A    |
| Brakkervej-Brakker Station                            | 1½ | J    |
| Brakker Station-Venborgvej                            | 1  | G    |
| Egtved/Smalfort Ø                                     | ½  | G    |

### Kolding-Hejlsminde
| Strækning                                                       | Km | Kode |
| --------------------------------------------------------------- | -- | ---- |
| Stenderupvej (stendyssen) SØ                                    | ½  | J    |
| Skamlingvejen (autolager)                                       | 0  | A    |
| Bjert: Binderup Mølleå-Bjert Station                            | 0  | G    |
| Grønninghoved: Nederbygade NØ                                   | 0  | J    |
| Sjølund: Sydbanen                                               | 0  | J    |
| Hejls: Børnehuset-Ved Præstegården                              | 0  | G    |
| Hejls: Ved Præstegården-Muldtofte                               | 0  | A    |
| Natursti Hejlsminde: Hejls Stationsvej-Hejlsminde/Banedæmningen | 2  | G    |

### Kolding-Vamdrup
| Strækning                         | Km | Kode |
| --------------------------------- | -- | ---- |
| Kolding: Tvedvej-Kaprifolievænget | 1  | G    |
| Kolding: Agtrupvej-Brændkjærgade  | ½  | G    |
| Vadsbrovej Ø                      | 0  | V/J  |
| Vadsbrovej V                      | ½  | G    |
| Ødis Kroge/Mosbjergvej NV         | ½  | J    |
| Ødis Krogevej 2 SØ                | 0  | G    |
| N for Ødis Sø mod Ø               | ½  | G    |
| Gåskær Tværvej NV                 | 0  | V/G  |
| Kongeåen-Gåskærvej                | 0  | J    |

## Sønderjylland

### Vojens-Flyvestation Skrydstrup
| Strækning                 | Km | Kode |
| ------------------------- | -- | ---- |
| Vojens Station-Lilholtvej | 3  | S    |

### Vojens-Haderslev
| Strækning                                                               | Km | Kode |
| ----------------------------------------------------------------------- | -- | ---- |
| Vojens Station-Styding-Hammelev-Strengløkke-Haderslev Vest-Haderslev By | 13 | S    |
| Haderslev Havnebane: Nørregade-Gasværksvej                              | 1  | J    |

### Haderslev-Christiansfeld
| Strækning                                        | Km | Kode |
| ------------------------------------------------ | -- | ---- |
| Haderslev: Fjelstrupvej-Vesterrisvej             | ½  | G    |
| Haderslev/Vesterrisvej V for nr. 40              | ½  | A    |
| Vesterris-Neder Åstrup                           | ½  | G    |
| Over Åstrup: Juhlsmindevej-Nygårdvej             | 1  | J    |
| Langs sydsiden af Vonsbækvej Nygårdvej-Gymosevej | ½  | G    |
| Gymosevej                                        | ½  | A    |
| Gymose-Fjelstrupvej                              | ½  | G    |

### Haderslev-Vojens-Gram-Arnum
| Strækning                                                      | Km | Kode |
| -------------------------------------------------------------- | -- | ---- |
| Pamhule Skov                                                   | ½  | J    |
| Jernhytvej-Vojens/Søndre Ringvej                               | 1  | G    |
| Fra Øster Lindet/Lindevej til enden af skoven NV for Tøndervej | 1  | G    |
| Gennem Kofenne SØ for Vester Lindetvej til Billeslundvej       | 1  | G    |
| Skovbrynet-Gram Å                                              | ½  | J    |
| Gram: Åvej-Torvegade                                           | ½  | A    |

### Gram-Rødding
| Strækning                                               | Km | Kode |
| ------------------------------------------------------- | -- | ---- |
| Fra Gram Lergrav til den nordlige ende af Storskov      | 1  | G    |
| Hindballevej S                                          | 0  | V    |
| Dæmning over Brændstrup Bæk                             | ½  | G    |
| Brændstrup/Timekær-Hundebølvej                          | 1  | G    |
| Vest for Gram Landevej NV for Gustenborg                | ½  | A    |
| Fra Gram Landevej N for Kimeled til Rødding/Søndergyden | 1½ | G    |

### Haderslev-Årøsund
| Strækning               | Km | Kode |
| ----------------------- | -- | ---- |
| Haderslev/Rugager-Eskær | 1  | G    |

### Haderslev-Skodborg
| Strækning                            | Km | Kode |
| ------------------------------------ | -- | ---- |
| Ejsbølvej Ø-Moltrup Landevej         | 1  | G    |
| Moltrup Landevej N                   | 0  | J    |
| Kastvrå/Kastvråvej-Gammel Kastvråvej | ½  | J    |
| Jels: Jarlsvej-Overbygade            | ½  | G    |

### Ustrup-Skærbæk
| Strækning                                   | Km | Kode |
| ------------------------------------------- | -- | ---- |
| Over Jerstal: Skaus Vej-jernbanen           | ½  | G    |
| Dæmning gennem Mandbjerg Skov               | 1  | G    |
| Kærlighedsstien Toftlund Søndergade-Svinget | ½  | G    |
| Toftlund Skov-Toftlund Å                    | ½  | G    |
| Ullemølle-Brøns Å                           | ½  | J    |

### Rødekro-Aabenraa
| Strækning                                   | Km | Kode |
| ------------------------------------------- | -- | ---- |
| Rødekro Station-Rise/Ringvej                | 1  | SV   |
| Rise/Ringvej-Aabenraa/Jernbanegade          | 5½ | S    |
| Aabenraa Havnebane: Jernbanegade-Reberbanen | 0  | S    |

### Rødekro-Løgumkloster-Bredebro
| Strækning                     | Km | Kode |
| ----------------------------- | -- | ---- |
| Hellevad: SV for Langagergård | ½  | G    |
| Bredebro: Aaspe-Langagervej   | ½  | G    |

### Aabenraa-Løgumkloster
| Strækning                                                   | Km | Kode |
| ----------------------------------------------------------- | -- | ---- |
| Knapstien: Aabenraa/Jørgensgård-Knappen-Stollig/Kongensgade | 3½ | G    |
| Genner/Gl. Bane                                             | 1  | G    |
| Øster Løgum/Fabriksvej 2 Ø                                  | 0  | G    |
| Hovslund Stationsby SØ: Ø for Oksevejen                     | 0  | G    |

### Aabenraa-Gråsten
| Strækning                              | Km | Kode |
| -------------------------------------- | -- | ---- |
| Aabenraa: Fjordvej-Posekærvej          | ½  | A    |
| Styrtom Bygade/Styrtom Skovvej SØ      | 0  | G    |
| Styrtom/Flensborgvej V                 | 0  | V    |
| Sønder Hostrup Østergade NØ for nr. 48 | ½  | G    |
| Gråsten: Sønderborg Landevej-Kongevej  | 1  | G    |

### Tønder-Højer Sluse
| Strækning                     | Km | Kode |
| ----------------------------- | -- | ---- |
| Tønder/Nordre Landevej NV     | 0  | G    |
| Møgeltønder/Midtfeldtvej Ø    | 0  | G    |
| Højer Sluse/Slusevej-Havnevej | 0  | G    |

### Tønder-Tinglev
| Strækning                                            | Km  | Kode |
| ---------------------------------------------------- | --- | ---- |
| Tønder/Carstensgade-Rørkær-Jejsing-Bylderup/Surreroj | 14½ | S    |
| V for Hedsvej-V for Duborgvej                        | 1½  | SV   |

### Tørsbøl-Padborg
| Strækning                             | Km | Kode |
| ------------------------------------- | -- | ---- |
| Holbøl/Kongenshøj V                   | 0  | G    |
| Tøndervej N                           | 0  | V    |
| Tøndervej-Smedeby/Granvænget          | ½  | G    |
| Smedeby/Padborgvej-Padborg/Padborgvej | 1½ | G    |

### Vester Sottrup-Skelde
| Strækning                                     | Km | Kode |
| --------------------------------------------- | -- | ---- |
| Broager: C.H. Clausens Vej-Banestien          | 0  | J    |
| Banestien Broager/Banestien-Dynt/Krammarksvej | 1½ | G    |
| Dynt/Krammarksvej SØ                          | 1  | V    |

### Sønderborg Havnebane
| Strækning                      | Km | Kode |
| ------------------------------ | -- | ---- |
| Sønderborg:Ulvedalen-Sønderbro | ½  | A    |

### Sønderborg-Skovby
| Strækning                                | Km | Kode |
| ---------------------------------------- | -- | ---- |
| Sønderborg:Kongevej-Sundsmarkvej         | ½  | G    |
| Over Tandslet: Idrætspladsen-Tandsryd SØ | ½  | A    |
| Lysabild: Nørregade-Lysabildgade         | ½  | A    |

### Vollerup-Nordborg
| Strækning                                                   | Km | Kode |
| ----------------------------------------------------------- | -- | ---- |
| Augustenborg: Inderhavstien Banegårdsgade til Ø for Krum-Om | 1  | A    |
| Asserballe Station 21-Hundslev/Skovvej                      | 1  | G    |
| Havnbjerg: Skolevej-Piledamsvej                             | 0  | G    |
| Havnbjerg: Piledamsvej-Bøgevej                              | ½  | J    |
| Nordborg: Ringvej-Stationsvej                               | 0  | A    |

### Sønderborg-Mommark Færge
| Strækning                                                   | Km | Kode |
| ----------------------------------------------------------- | -- | ---- |
| Sønderborg: Hilmar Finsens Gade-Goethesgade                 | 0  | J    |
| Sønderborg: Goethesgade-Ringgade                            | ½  | A    |
| Sønderborg: Grundtvigs Alle-Sundsmark-Augustenborg Landevej | 1½ | A    |
| Spang-Vollerup/Egelykke                                     | 1½ | A    |
| Vollerup: Egelykke-Klinting                                 | ½  | G    |
| Vollerup: Klinting Ø                                        | 0  | V    |
| Tandslet/Tandsgårdvej V                                     | 0  | G    |
| Sarup/Sarupvej NØ                                           | ½  | G    |

## Fyn og Langeland

### Nyborg-Knudshoved-Slipshavn
| Strækning                      | Km | Kode |
| ------------------------------ | -- | ---- |
| Knudshoved Station-Molehovedet | ½  | G    |
| Knudshoved Station-Slipshavn   | ½  | G    |

### Middelfart-Strib
| Strækning                                      | Km | Kode |
| ---------------------------------------------- | -- | ---- |
| Fra Odensevej N forbi Middelfart gamle station | ½  | A    |
| Langs Strandvejen                              | 0  | V    |
| Rudbæksbanke                                   | 0  | A    |

### Middelfart Havnebane
| Strækning                    | Km | Kode |
| ---------------------------- | -- | ---- |
| Middelfart station-Odensevej | ½  | S    |
| Odensevej-Gl. Banegårdsvej   | ½  | A    |
| Gl. Banegårdsvej-Tværgade    | 0  | G    |
| Tværgade-Havnegade           | ½  | A    |

### Odense-Bogense
| Strækning                                             | Km | Kode |
| ----------------------------------------------------- | -- | ---- |
| Søhusstien Odense/Rugårdsvej-Tarup Engvej             | 1  | A    |
| Søhusstien Tarup/Rugårdsvej-Næsby/Bogensevej          | 1½ | A    |
| Søhusstien Næsby/Banevænget-Søhus/Grolykkevænget      | 1  | A    |
| Søhusstien Søhus: Grolykkevænget-Søhusvænget          | ½  | A    |
| SØ for Allesøvej 119                                  | 1  | J    |
| N for Allesøvej over bæk                              | 0  | J    |
| Beldringe-Lunde                                       | 2½ | G    |
| Lunde Station NØ                                      | 0  | J    |
| Otterup: Rødevej-Åkandevej                            | ½  | G    |
| Otterup: Gartnervænget-Banepladsen                    | 0  | A    |
| Otterup: fra Fabriksvej mod NV langs Skydebanevej     | 0  | A    |
| Otterup: NV for Havesvinget                           | 0  | V    |
| Gyrupvej V                                            | 0  | V    |
| Uggerslev: Uggerslevvej-Svinget                       | ½  | J    |
| Uggerslev/Rolighedsvej Midt                           | 0  | J    |
| Uggerslev/Kræmmergyden V                              | 0  | G    |
| Bare Brændstrup NV-Skamby/Stationsvej                 | ½  | J    |
| Fjællebro Huse/Fjællebrovej                           | 0  | G    |
| Slagstrup/Slagstrupvej V                              | 0  | G    |
| Bogense: Langs Kristianslundvej                       | 0  | J    |
| Bogense: NV fra Kristianslundvej                      | ½  | G    |
| Kærlighedsstien Otterup Roebane Nistedvej-Damløkkevej | ½  | A    |

### Odense-Brenderup-Middelfart
| Strækning                                                        | Km | Kode |
| ---------------------------------------------------------------- | -- | ---- |
| Langesøstien Odense/Stadionvej-Snestrup-Villestofte/Tyrsbjergvej | 4  | A    |
| Langesøstien Villestofte/Vesterløkken-Korup/Åbakkevej Ø          | 1½ | A    |
| Slukefter: Havtornvænget-Søbakkevej                              | 0  | A    |
| Sølykkeholm/Pederstrupvej-Blæsbjergvej NV                        | 2  | G    |
| Langesøvej-Morud/Idrætsvej                                       | 1½ | G    |
| Morud: Plantagevænget-Tokkerodvej                                | 1  | A    |
| Viadukten under Bogensevej V for Gamby                           | 0  | J    |
| Nymarksvej Ø                                                     | ½  | G    |
| Kærsgårdsvej SØ-Brenderup/Stationsvej                            | 2  | G    |
| N for Vejrupvej                                                  | 0  | V    |
| Kustrup: Vandmøllevej-Bogensevej                                 | 0  | J    |
| Bogensevej: landevejen-lossepladsvejen                           | 0  | V    |
| Lossepladsen-Røjle Bygade                                        | 1  | G    |
| Røjle/Fabrikvej-Fynske Motorvej                                  | 3  | G    |

### Brenderup-Bogense
| Strækning                                         | Km | Kode |
| ------------------------------------------------- | -- | ---- |
| Brenderup/Fruerhøjvej-Holse Stationsby/Bogensevej | 2  | G    |
| Holse Station NØ                                  | ½  | G    |
| Holse/Broskov-Slettemose Skovs østlige skovbryn   | 1½ | J    |
| Sandholtvej SV                                    | 0  | J    |
| Bogense/Odensevej S                               | ½  | V    |
| Bogense: Ved Diget-Enggade V                      | ½  | A    |

### Odense-Kerteminde-Martofte
| Strækning                                                                | Km | Kode |
| ------------------------------------------------------------------------ | -- | ---- |
| Odense: Grønlandsgade-Ejbygade                                           | 2  | A    |
| NV for Gillestedvej i Odense                                             | 0  | A    |
| NØ for Biskorupvej SV for Odense Å                                       | 0  | J    |
| Seden/Helsted-Bullerup/Lunden                                            | ½  | A    |
| Bullerup: Kærhaven-Ved Møllen                                            | ½  | A    |
| Bullerup/Ved Møllen-Agedrup/Agedrupvej                                   | ½  | G    |
| Stikvej til Munkebovej-Trællerup trinbræt-Ørnfeldtvej                    | 3  | G    |
| Parallelt med Hindsholmvej SV for Salby                                  | ½  | G    |
| Fra Fynshovedvej S for Mesinge til DalbyMosegårdsvej                     | 2½ | A    |
| Dalby//Hersnapvej-Hersnap trinbræt-Kirkebro trinbræt-Martofte/Enghavevej | 3  | A    |
| Martofte: Enghavevej-Slippen                                             | ½  | G    |

### Tommerup-Assens
| Strækning                                                                                               | Km  | Kode |
| --- | --- | ---- |
| Tommerup-Knarreborg-Kivsmose-Nårup-Holtegårde-Glamsbjerg-Koppenbjerg-Flemløse-Høed-Ebberup-Kærum-Assens | 28½ | S    |
| Assensbanens km 27,3-Stejlebjerg (cellulosesporet)                                                      | ½   | SV   |

### Fruens Bøge-Nørre Broby-Faaborg
| Strækning                                 | Km | Kode |
| ----------------------------------------- | -- | ---- |
| Fruens Bøge/Skovalléen-Dalum Papir        | 1  | S    |
| Sankt Klemens/Sankt Klemens Vej-Norddalen | ½  | G    |
| Nørre Søby/skovvejen i Dyrehave mod NV    | ½  | J    |
| Nørre Søby/Radbyvej NV                    | ½  | V    |
| Ståby/Kærhaven NØ                         | ½  | G    |
| Ernebjerg holdeplads S                    | 0  | V    |
| Håstrup: Skånemosegyden-Faldsledvej       | 0  | G    |
| Gennem Håstrup Skovhaver og Hanneslund    | 1  | J    |
| Svanninge/Kukkenbjerg SØ                  | 0  | J    |
| Faaborg: Sygehusstien-Kildetoften         | ½  | A    |

### Ringe-Faaborg
| Strækning                                                            | Km  | Kode |
| -------------------------------------------------------------------- | --- | ---- |
| Ringe/Ørbækvej-Boltinggård-Espe-Højrup-Hågerup-N for Korinth Station | 16½ | A    |
| N for Korinth Station-Grønderup-Pejrup-Katterød-Faaborg              | 12½ | S    |

### Ringe-Nyborg
| Strækning                              | Km | Kode |
| -------------------------------------- | -- | ---- |
| Ringe/Jernbanegade NØ                  | ½  | J    |
| Blaakærvej SØ                          | 1  | J    |
| Ørbæk: Banestien Odensevej-Stationsvej | 0  | A    |
| Svalehøjvej SV                         | ½  | V    |
| Nyborg: Lindenborgvej 5 SV-Odensevej   | 1½ | G    |

### Svendborg-Faaborg
| Strækning                                        | Km | Kode |
| ------------------------------------------------ | -- | ---- |
| Svendborg/Poul Smeds Vej NØ                      | 0  | G    |
| Svendborg/Wiggers Park-Povlinelund mark          | 2  | G    |
| Vester Skerninge/Industrivej-Ulbølle/Bystævnevej | 1  | A    |
| Ulbølle/Nyvej V                                  | 0  | G    |
| Vester Åby: Fra Ideals P-plads til Bøgebjergvej  | 0  | G    |

### Svendborg-Nyborg
| Strækning                                          | Km | Kode |
| -------------------------------------------------- | -- | ---- |
| Svendborg/Nyborgvej-Christiansminde-Egenappevej N  | 4  | G    |
| Nyborgvej N-Skårup/Vesterled                       | ½  | G    |
| Skårup: Kærlighedsstien Traverskiftet N-Åbyvejen N | ½  | G    |
| Hesselager/Fruens Alle V-Galdbjerg Kohavevej       | ½  | G    |
| Langå: Bro fra Gl. Landevej over Byvejen           | 0  | G    |
| Øksendrup/Anhof Alle N                             | ½  | J    |
| Kogsbøllevej S og N                                | 1  | G    |
| Kogsbølle V                                        | 0  | G    |
| Bynkel/Blankenborgvej S                            | ½  | J    |
| Vindinge/Åvej SØ-Nyborg/Gammel Vindingevej         | 1½ | G    |
| Nyborg: Gammel Vindingevej-Kastanievej             | ½  | A    |
| Nyborg: Akacievej-Strandvejen                      | 1  | S    |
| Sidespor fra Akacievej til Nyborg oliehavn         | ½  | S    |

### Svendborg Havnebane
| Strækning                  | Km | Kode |
| -------------------------- | -- | ---- |
| Tidligere C.A. Jensens Vej | 0  | A    |
| Nordre Havnevej-Ærøfærgen  | ½  | A    |

### Rudkøbing-Bagenkop
| Strækning                                                         | Km | Kode |
| ----------------------------------------------------------------- | -- | ---- |
| Banestien Rudkøbing: Ringvejen-Viebæltet                          | 0  | A    |
| Skrøbelev/Spodsbjergvej SØ                                        | 0  | V    |
| Lindelse/Vævergyden NØ                                            | 0  | A    |
| Fra Blandebjerg (rute 305) til en baghave på Bregnevej i Lindelse | 1  | J    |
| N for Kædeby: Humblevej 31-33                                     | 0  | V    |
| Bagenkop: Fredsbjergvej-Stationsvej                               | 0  | G    |
| Bagenkop havnespor: stationen-Skolegade                           | 0  | G    |
| Bagenkop havnespor: fra Skolegade mod NV                          | 0  | J    |

## Sjælland

### Korsør-Halsskov
| Strækning                              | Km | Kode |
| -------------------------------------- | -- | ---- |
| Korsør: Dyrehovedgårds Alle-Skovbrynet | 1½ | G    |

### Hørve-Værslev
| Strækning              | Km | Kode |
| ---------------------- | -- | ---- |
| Hovvejen Ø             | ½  | V    |
| Bjergesøstien Ø        | ½  | J    |
| Bjergesø V             | 0  | V    |
| Alleshavevej SØ        | 0  | J    |
| NØ for Kaldred Station | 0  | J    |
| NØ for Eskebjergvej    | 0  | V    |

### Høng-Værslev
| Strækning                                                                         | Km | Kode |
| --------------------------------------------------------------------------------- | -- | ---- |
| Høng Station-Gørlev Station                                                       | 4½ | S    |
| Værslevstien Gørlev/Østerled-Store Fuglede Stationsby-Jerslev-Forsinge-Værslevvej | 14 | G    |
| Værslevvej-Værslev Station                                                        | 1½ | J    |

### Slagelse-Næstved
| Strækning                                                                                              | Km  | Kode |
| --- | --- | ---- |
| Slagelse Station-Herluf Trollesvej NV                                                                  | ½   | S    |
| Fodsporet Slagelse/Herluf Trollesvej NV-Sludstrup-Flakkebjerg-Dalmose-Sandved-Hyllinge-Fodby-Rute 22 V | 32½ | A    |
| Fodsporet Rute 22 Ø-Næstved/Herlufsholm Alle                                                           | 4½  | A    |
| Næstved: Herlufsholm Alle S                                                                            | ½   | A    |

### Dalmose-Skælskør
| Strækning                                                       | Km  | Kode |
| --------------------------------------------------------------- | --- | ---- |
| Dalmose: Dalmose Station-Østervej NØ                            | ½   | J    |
| S for Dalmose: Østervej NØ-Fodsporet                            | ½   | G    |
| Fodsporet Dalmose-Sønder Bjerge-Tjæreby-Skælskør stationsterræn | 10½ | A    |
| Skælskør stationsterræn                                         | ½   | G    |

### Skælskør Havnebane
| Strækning                             | Km | Kode |
| ------------------------------------- | -- | ---- |
| Skælskør stationsterræn-Spegerborgvej | 0  | J    |
| Spegerborgvej V                       | 0  | V    |
| Havnevej Ø-V                          | 0  | S    |

### Militærsporet i Næstved
| Strækning                      | Km | Kode |
| ------------------------------ | -- | ---- |
| Vest for Herlufsholm Svømmehal | 0  | J    |

### Næstved Havnebane
| Strækning                             | Km | Kode |
| ------------------------------------- | -- | ---- |
| Midt i Farimagsvej Ø for Ringstedgade | 0  | S    |
| Svinget fra Havnegade til Fabriksvej  | 0  | J    |
| Langs Havnegade                       | 0  | J    |
| Svinget fra Havnegade til Vestre Kaj  | 0  | J    |

### Sorø-Vedde
| Strækning                         | Km | Kode |
| --------------------------------- | -- | ---- |
| Sorø: Stationspladsen-Holbergsvej | 2  | G    |
| Sorø: Ringstedvej-Ottesvej        | 1  | G    |
| Sorø: Nordmarksvej-Søbredden      | 0  | J    |

### Køge-Ringsted
| Strækning                                         | Km | Kode |
| ------------------------------------------------- | -- | ---- |
| Køge: Emilievej Ø-Pedersvej                       | ½  | G    |
| Køgehallerne-Køge Å                               | 2  | G    |
| Lellinge: Grønnevej-Baneledet                     | ½  | G    |
| Ø-V i Græsmark Skov V for Lellinge                | 1  | G    |
| Vemmedrup/Vindegårdsvej V-Bjæverskov/Lidemarksvej | 1½ | A    |
| Bjæverskov SV-Vollerslevvej                       | 1  | G    |
| N-S parallelt med Hulegårdsvej 300 m V            | ½  | G    |

### Ringsted-Hvalsø-Frederikssund
| Strækning                                                                | Km | Kode |
| ------------------------------------------------------------------------ | -- | ---- |
| Under Rønnedevej-Dyssegårdsvej Ø                                         | 1½ | S    |
| Ringsted/Østre Ringvej V                                                 | 0  | J    |
| Kærehave Ø                                                               | 0  | V    |
| Jordemodervej S                                                          | ½  | G    |
| Vigersdal N                                                              | 0  | V    |
| Ortved/Roskildevej S                                                     | 0  | J    |
| Nebsmøllevej V                                                           | 0  | V    |
| Jystrup/Bakkehusene N                                                    | 0  | J    |
| Jystrup: V for Skjoldenæsvej mellem tennisbanerne og Mortenstrupvej      | ½  | G    |
| Langs hul 2 på Skjoldenæsholm Golf Centers Old Course                    | ½  | V    |
| Sporvejsmuseet Skjoldenæsholm-Højbjergvej                                | 1½ | S    |
| I Højbjerg Skov N for Sporvejsmuseet                                     | ½  | G    |
| N for Nordvestbanen Ø for Hvalsø Station                                 | ½  | J    |
| Hvalsø: Gennem viadukten under Trebiens Alle                             | 0  | J    |
| Kirke Hyllinge: Sæbyvej-Elverdamsvej                                     | ½  | V    |
| Skibby: Høj dæmning Hovedgaden-Hanghøjvej, tilgængelig fra Aldis P-plads | ½  | J    |
| Skibby Genbrugsstation-Bonderupvej                                       | ½  | G    |
| Bonderupvej N                                                            | ½  | G    |
| Baunehøjgårdsvej SØ-Roskilde Fjord                                       | 2  | G    |

### Roskilde-Kalundborg: Vest for Hvalsø
| Strækning               | Km | Kode |
| ----------------------- | -- | ---- |
| Mod vest fra Åsvejen 28 | ½  | J    |

### Hillerød-Harløse-Skævinge
| Strækning                                            | Km | Kode |
| ---------------------------------------------------- | -- | ---- |
| Banestien Hillerød: Stationen-Frederiksgade          | 1  | A    |
| Banestien Hillerød/Trollesminde Alle-primærrute 16 Ø | 2  | A    |
| Banestien Primærrute 16 V-Ved Freerslev Hegn         | 0  | A    |
| Langs det nordlige skovbryn i Freerslev Hegn         | 1  | J    |
| Sidesporet Borup trinbræt-Borup                      | ½  | G    |

### Farum-Slangerup
| Strækning                      | Km | Kode |
| ------------------------------ | -- | ---- |
| Farum Lillevang/Gl.Jernbanevej | 1½ | G    |
| Lynge/Langkæret Ø              | 0  | G    |
| Uggeløse Skov/Jernbanevej      | ½  | G    |
| Lindholmvej-Slangerup Overdrev | ½  | G    |

### Nærumbanen
| Strækning                                     | Km | Kode |
| --------------------------------------------- | -- | ---- |
| Lyngby: Peter Rørdams Vej-Birkholmsvej N      | 0  | A    |
| Grisestien Nærum Hovedgade-Vedbæk/Trørødvej N | 3½ | A    |

### Den Grønne Sti(Frederiksberg)
| Strækning                                            | Km | Kode |
| ---------------------------------------------------- | -- | ---- |
| Mod NØ fra Valby Langgade Ø for Carl Th. Dreyers Vej | 0  | A    |
| Den Grønne Sti Roskildevej-Åbuen                     | 3½ | A    |

### Nørrebroruten
| Strækning                     | Km | Kode |
| ----------------------------- | -- | ---- |
| Nørrebroruten Åbuen-Tagensvej | 2½ | A    |

### Københavns Havnebane
| Strækning                                             | Km | Kode |
| ----------------------------------------------------- | -- | ---- |
| Islands Brygge fra Langebro til Bryggebroen           | 1  | SG/A |
| Islands Brygge fra Bryggebroen til Vilhelm Buhls Gade | 1  | SG   |
| Mod SØ fra Klaksvigsgade til Ørestads Boulevard       | ½  | A    |
| Ø for Ørestads Boulevard til Amagerbrogade            | 1  | G    |

### Amagerbro-Dragør
| Strækning                                               | Km | Kode |
| ------------------------------------------------------- | -- | ---- |
| Amagerbrogade-Vermlandsgade                             | ½  | G    |
| Vermlandsgade-Prags Boulevard                           | 1  | S    |
| Prags Boulevard-Øresundsvej langs vejen Ved Amagerbanen | 1  | A    |
| Banestien vest for Dragør                               | ½  | G    |
| Banestien inde i Dragør                                 | ½  | A    |

### Næstved-Præstø-Mern
| Strækning                                                     | Km | Kode |
| ------------------------------------------------------------- | -- | ---- |
| Laugstien Næstved/SØ for Østre Kirkegård-Rønnebæk/Præsteengen | 1  | A    |
| Banestien Rønnebæk: Duesvej N-lerdueskydebanen                | 1  | G    |
| Brandelev Stationsvej V-Ø                                     | 1  | G    |
| Snesere Torpvej SØ                                            | ½  | G    |
| Tappernøje/Teglvej S-Smidstrupvej SØ                          | ½  | G    |
| Broskovvej NV                                                 | ½  | G    |
| Faksinge Skov                                                 | 1  | G    |
| Præstø/Ny Esbjergvej-Tubæk Møllevej                           | ½  | A    |
| Skibinge trinbræt                                             | 0  | G    |
| Lydehøjvej N-S                                                | ½  | V    |

### Vordingborg-Kalvehave
| Strækning                                                     | Km | Kode |
| ------------------------------------------------------------- | -- | ---- |
| Nordhavnsstien Vordingborg: Færgegårdsvej-Nordhavnsvej V      | ½  | A    |
| Bakkebøllestien Vordingborg/Nordhavnsvej Ø-Nyråd/Hjortevænget | 2½ | G    |
| Bakkebøllestien Nyråd:Hjortevænget-Vintersbølle Skole         | 1  | A    |
| Bakkebøllestien Vintersbølle: Skolen-Lergravvej               | ½  | G    |
| Fra Viemose/Søndre Led mod SØ gennem Viemose Skov             | ½  | G    |
| Viemose Skov S                                                | ½  | V    |

## Lolland-Falster

### Nykøbing Falster Havnebane
| Strækning                     | Km | Kode |
| ----------------------------- | -- | ---- |
| Nykøbing F: Brovejen-Fejøgade | ½  | S    |

### Nykøbing F-Gedser
| Strækning                                              | Km  | Kode |
| ------------------------------------------------------ | --- | ---- |
| Nykøbing F-Væggerløse-Marrebæk-Fiskebæk-Gedesby-Gedser | 22½ | S    |

### Lollandsbanen: Nykøbing F-Ø. Toreby
| Strækning           | Km | Kode |
| ------------------- | -- | ---- |
| Sundby/Dæmningen    | 0  | A    |
| Sundby/Eggertsvej Ø | 0  | G    |

### Stubbekøbing-Nykøbing-Nysted
| Strækning                                               | Km | Kode |
| ------------------------------------------------------- | -- | ---- |
| Stubbekøbing: Remiserne-Skytteforeningen                | ½  | G    |
| Rodemindesvej 2                                         | ½  | G    |
| Horbelev/Stengårdsvej S                                 | ½  | J    |
| Sønder Vedby Skovhuse/Grønsundvej-Nykøbing F/Østre Alle | 2  | A    |
| Nykøbing F/Ved Kohaven Ø                                | 0  | G    |
| Øster Toreby Station-Raaco                              | 0  | S    |
| Toreby/Gl.Landevej-Flintinge/Møllevej                   | 1½ | G    |
| Flintinge/Møllevej S                                    | 0  | V    |
| Flintinge Station S                                     | 0  | V    |

### Sakskøbing Havnebane
| Strækning                        | Km | Kode |
| -------------------------------- | -- | ---- |
| Sakskøbing: Ellekildevej-Brogade | ½  | A    |

### Maribo-Bandholm
| Strækning                    | Km | Kode |
| ---------------------------- | -- | ---- |
| Maribo Station-Bandholm Havn | 7  | S    |

### Maribo-Rødbyhavn
| Strækning                                                                                       | Km  | Kode |
| ----------------------------------------------------------------------------------------------- | --- | ---- |
| Maribo/Brovejen N                                                                               | 0   | V    |
| Jernbanestien Lolland: Rødbyvej-Søholtvejen-Bursø-Holeby-Højbygård-Rødby-Vennersminde-Rødbyhavn | 17½ | G    |

### Maribo-Torrig
| Strækning                            | Km | Kode |
| ------------------------------------ | -- | ---- |
| Skovhusevej SV gennem Nørre Fredskov | 1  | V    |

### Nakskov Havnebane
| Strækning                    | Km | Kode |
| ---------------------------- | -- | ---- |
| Løjtoftevej-Perlestikkergade | 0  | S    |
| Rødbyvej-Nybrogade           | 0  | G    |
| Winchellsgade-Sydkajen       | 0  | G    |
| Stationen-Vejlegadebro       | 0  | S    |

### Nakskov-Kragenæs
| Strækning                  | Km | Kode |
| -------------------------- | -- | ---- |
| Nakskov: Engvej NØ-Tårsvej | 1  | A    |
| Søgårdsvej SØ              | ½  | G    |
| Utterslev/Gallevej SØ      | 1  | G    |

### Nakskov-Rødby
| Strækning                      | Km | Kode |
| ------------------------------ | -- | ---- |
| Nakskov: Stationen-Falckvænget | 0  | S    |
| Nakskov: Rødbyvej-Tornskadevej | ½  | G    |

## Bornholm

### Rønne-Nexø
| Strækning                                             | Km | Kode |
| ----------------------------------------------------- | -- | ---- |
| Østre Jernbanesti Rønne: Gartnervangen Ø-Brovangen SV | 1½ | A    |
| Stavelund-Rønne Golfklub                              | ½  | A    |
| Rønne Golfklub-Køllergårde-Nylars-Lobbæk/Jernbanevej  | 5  | A    |
| Lobbæk Hovedgade Ø                                    | 1  | A    |
| Aakirkeby: Brovangen-Rønnevej 24-28                   | ½  | J    |
| Aakirkeby: Viadukt under Almindingsvej                | 0  | A    |
| Aakirkeby Station                                     | 0  | A    |
| Aakirkeby: Nexøvej-Lykkesvej                          | ½  | G    |
| Pedersker: Ny Østergade-Pedersker Ø                   | ½  | G    |
| Mejerigaden-Stensebyvejen Ø                           | ½  | G    |
| Gadegårdsvejen Ø                                      | 0  | V    |
| Balka Strand/Boulevarden-Nexø/Søbækken                | 2½ | A    |

### Aakirkeby-Almindingen-Gudhjem
| Strækning                             | Km | Kode |
| ------------------------------------- | -- | ---- |
| Rømersdal-Rømersminde SØ              | ½  | G    |
| Rømersminde NØ-Christianshøj trinbræt | 1  | G    |
| Almindingen: Trehøjevej-Iglemose      | 1  | J    |
| Østerlars: Gamlevældevej-Stavehøl N   | 2  | G    |

### Rønne-Allinge-Sandvig
| Strækning                                                        | Km | Kode |
| ---------------------------------------------------------------- | -- | ---- |
| Nordre Jernbanesti Rønne: Gartnervangen-Blykobbe-Nyker Hovedgade | 5½ | A    |
| Klemensker Stationsvej-Splidsgård-Rø Skolevej                    | 6  | G    |
| Rø Skolevej-Røvej                                                | ½  | G    |
| Tværs over Døndalen                                              | 0  | J    |
| Risegaard SV                                                     | 0  | V/G  |
| Bjerregård N                                                     | ½  | G    |
| Tejn Rensningsanlæg-mark ved Solvej                              | 1½ | G    |
| Allinge: Pilebroen-Stadionvej                                    | 1  | A    |
| Allinge/Stadionvej-Sandvig/nedkørsel til Strandvejen             | 1  | A    |
| Sandvig: Nedkørsel til Strandvejen-Markvejen                     | 0  | G    |
| Allinge Havnebane: Molen-Sverigesvej                             | 0  | A    |
| Allinge Havnebane: Sverigesvej-Havnegade                         | 0  | G    |
| Allinge Havnebane: Nordlandshallen N-Strandvejen 23              | 0  | A    |
| Allinge Havnebane: Strandvejen 23-Korsbjerg                      | ½  | G    |